# Старая Теризморга
Старая Теризморга (мокш. Сире Теризморга) — село, центр сельской администрации в Старошайговском районе. Село расположено на левом берегу реки Сивини, в 8 км от районного центра и 65 км от железнодорожной станции Саранск. Население 955 чел. (2001), в основном мордва-мокша.
В Старотеризморгскую сельскую администрацию входят село Акшов (население 34 чел.) и поселок Поруб (31 чел.).

## Название
От мордовского морга «выселок» и териз, указывавшее на образование его выходцами из с. Атерь (Атюрьево). Согласно другому толкованию, образовано из мокшанских топооснов териз и морга «атюрьевская развилка».

## История
Село сновано во второй половине XVI в. В «Списке населённых мест Пензенской губернии» (1869) Старая Теризморга — село казённое из 272 дворов (2 127 чел.) Инсарского уезда. По данным 1913 г., в Старой Теризморге было 486 дворов (3 285 чел.); земская школа, 16 ветряных мельниц, 2 кузницы, маслобойка, 3 просодранки, 3 шерсточесалки, 9 пчельников, лавка, 2 кирпичных сарая; имения Сатина и Кавторина; Никольская церковь (1894; с 1985 г. — действующая).
В 1931 г. в селе было 585 дворов (3 332 чел.). В 1934 г. действовали 2 колхоза — им. Будённого и «17 лет Октября», с 1974 г. — «40 лет Октября», с 1996 г. — СХПК «Старотеризморгский». В 1957 г. был создан Старотеризморгский народный фольклорный хор.
В современном селе — средняя школа, библиотека, Дом культуры, медпункт, 3 магазина; памятник воинам, погибшим в годы Великой Отечественной войны.

## Известные уроженцы
Старая Теризморга — родина поэта И. М. Девина, фольклориста Т. П. Девяткиной, учёного-химика С. А. Ямашкина, кандидата исторических наук Т. Н. Кадеровой, Р. Н. Ямашкиной, кандидата филологических наук А. П. Кочеваткиной, И. И. Шеяновой, кандидата философских наук В. Г. Шеянова, кандидата технических наук Ю. И. Шеянова, кандидата химических наук Н. Г. Шеянова, кандидата экономических наук О. И. Шеянова.